# (35145) 1993 AM
1993 AM (asteroide 35145) é um asteroide da cintura principal. Possui uma excentricidade de 0.13332330 e uma inclinação de 10.80915º.
Este asteroide foi descoberto no dia 13 de janeiro de 1993 por Seiji Ueda e Hiroshi Kaneda em Kushiro.